# Ronin

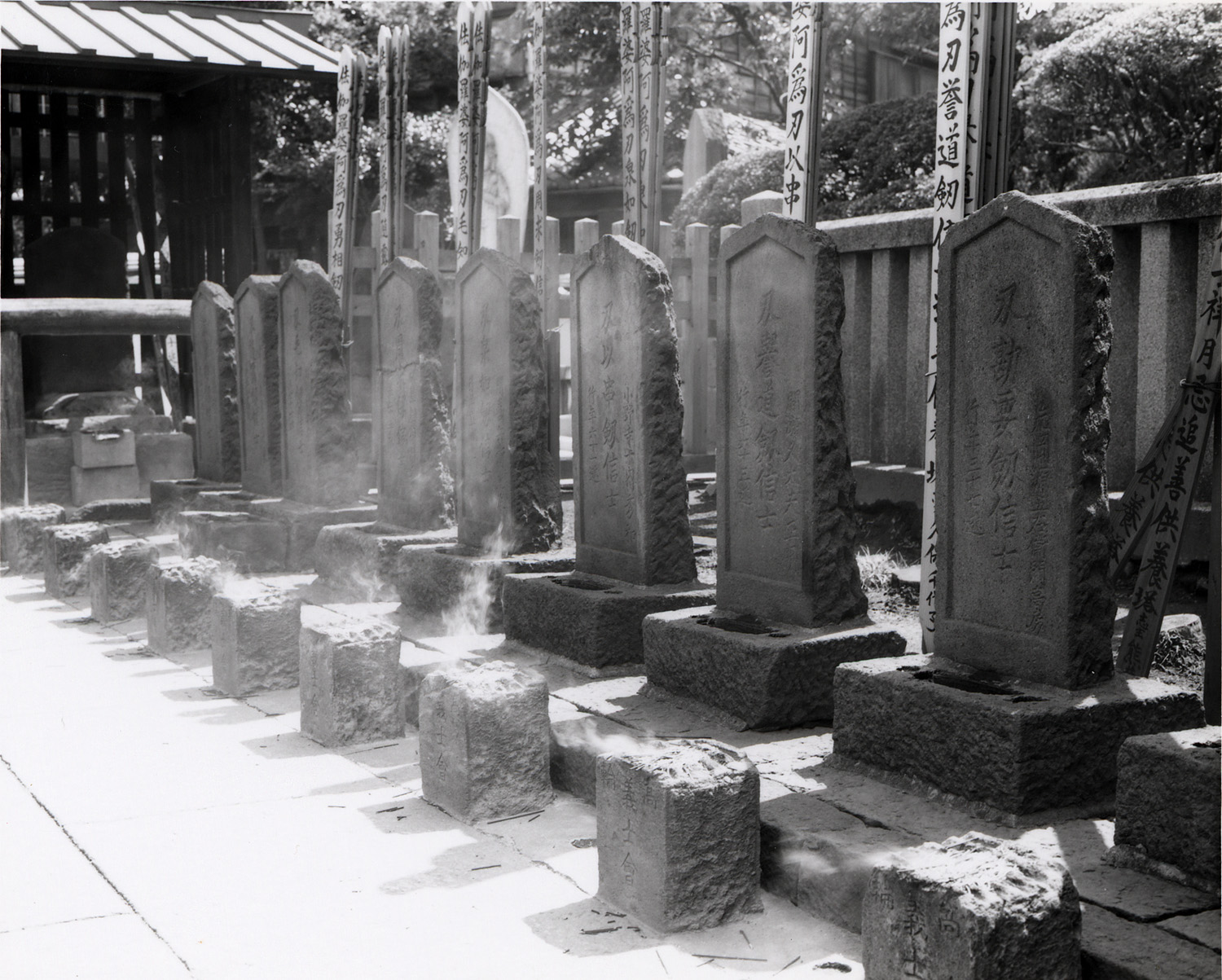
Mormintele celor 47 de ronini

Ronin este acel samurai fără stăpân sau maestru din perioada Japoniei feudale (1185–1868). Un samurai poate deveni ronin (vagabond) după moartea stăpânului său sau după ce și-a pierdut privilegiile și a fost concediat. De obicei, un ronin își găsea cu greu un nou stăpân, pentru că veneticilor li se acorda cu greu încredere. Aproape toți hoții și pirații japonezi proveneau dintre ronini.